# Suprasegmentales Zeichen
Ein suprasegmentales Zeichen ist ein im Rahmen einer Lautschrift zur Kennzeichnung suprasegmentaler Merkmale wie zum Beispiel Betonung und Vokalquantität verwendetes Zeichen.
Das Internationale Phonetische Alphabet der IPA definiert zur Markierung von Suprasegmentalia die folgenden Zeichen:
| Zeichen              | Unicode-Code       | Bedeutung                                           | Beispiele                                                     |
| -------------------- | ------------------ | --------------------------------------------------- | ------------------------------------------------------------- |
| ˈ (kein Apostroph)   | U+02C8             | Hauptbetonung                                       | April [aˈpʁɪl], Backe [ˈbakə]                                 |
| ˌ (kein Komma)       | U+02CC             | Nebenbetonung                                       | Wasserpfeife [ˈvasɐˌp͡faɪ̯fə], Ringelblume [ˈʁɪŋəlˌbluːmə]      |
| ː (kein Doppelpunkt) | U+02D0             | lang                                                | Lack [lak], lag [laːk]                                        |
| ˑ                    | U+02D1             | halblang                                            | Bier [biˑɐ̯] (oft bei Tiefschwas)                              |
| ˘                    | U+0306             | extrakurz                                           | Studium [ˈʃtuːdi̯ʊm]                                           |
| .                    | U+002E (.)         | Silbengrenze                                        | Bo-te [ˈboː.tə], Mu-se-um [mu.ˈzeː.ʊm]                        |
| \|                   | U+007C (\|)        | untergeordnete Intonationsgruppe (Sprechtaktgrenze) | Sie haben Glück, nicht wahr? [ziː haːbən ↓ɡlʏk \| nɪçt ↑vaːɐ̯] |
| ‖                    | U+2016             | übergeordnete Intonationsgruppe                     |                                                               |
| ◌͡◌ oder ◌͜◌           | U+035C oder U+0361 | Doppelartikulation                                  | schwarz [ʃvaʁt͜s] oder [ʃvaʁt͡s]                                |

Siehe auch: Diakritisches Zeichen